# Parachlorissa acutangula
Parachlorissa acutangula är en fjärilsart som beskrevs av Inoue 1961. Parachlorissa acutangula ingår i släktet Parachlorissa och familjen mätare. Inga underarter finns listade i Catalogue of Life.